# Пришляк Яків
Яків Пришляк (* 1897, с. Вікно, Гусятинський район, Тернопільська область — † 29 квітня 1932, м. Тернопіль) — активний діяч ОУН, страчений польською владою.

## Життєпис

«Наглий суд в Тернополі» — стаття в газеті Діло про суд над Яковом Пришляком та Павлом Голоядом

Народився у селі Вікно, Гримайлівського повіту (тепер Гусятинського району, Тернопільської області). На початку 30-х очолював сільський осередок ОУН.
Разом із друзями Василем Турковським та Павлом Голоядом організував широку мережу підпільної роботи, зокрема розповсюдження газет, журналів та брошур.
29 березня 1932 Яків Пришляк та Павло Голояд вбили таємного агента польської поліції Яна Марущака. Через кілька днів обидва виконавці були арештовані та засуджені «наглим судом» у Тернополі 27 квітня 1932 до смертної кари.
29 квітня 1932 Яків Пришляк та Павло Голояд були страчені. Ця страта отрималала широкий розголос на Тернопільщині та за її межами і стала однією з найрезонансніших в історії Тернополя.
Похований у Тернополі на Микулинецькому цвинтарі. Зараз поховання віднайдене після років забуття та впорядковане громадськістю міста.